# 瓦尔杜瓦
瓦尔杜瓦（法語：Valdoie，法語發音：[valdwa]）是法国勃艮第-弗朗什-孔泰大区贝尔福地区省的一个市镇，位于该省中部，省会贝尔福市区以北，属于贝尔福区和大贝尔福城市圈公共社区。

## 地理
瓦尔杜瓦（47°40'2"N, 6°50'31"E）面积4.66 平方千米，位于法国勃艮第-弗朗什-孔泰大區贝尔福地区省，该省份为法国东北部内陆省份，东临上莱茵省，北起孚日省，西接上索恩省，南与杜省和瑞士接壤。
与瓦尔杜瓦接壤的市镇（或旧市镇、城区）包括：埃卢瓦、贝尔福、埃韦特-萨尔贝、奥夫蒙、塞马马尼。

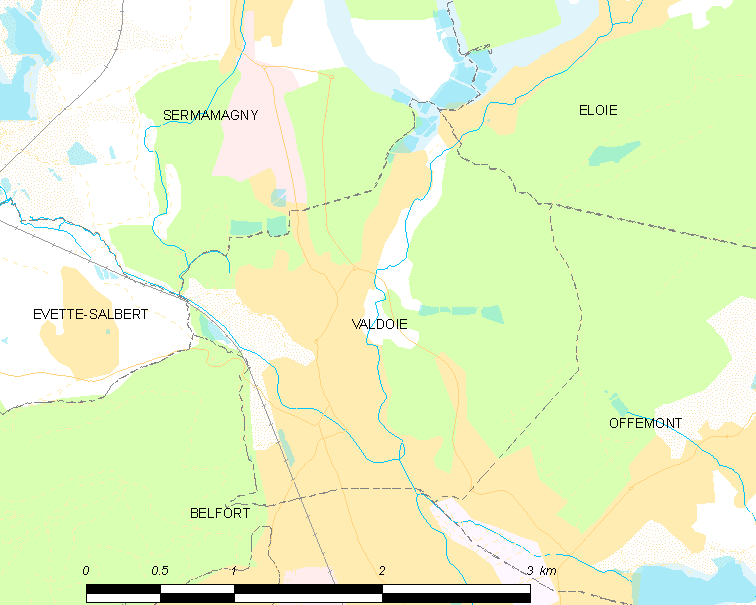
瓦尔杜瓦的OSM定位图

瓦尔杜瓦的时区为UTC+01:00、UTC+02:00（夏令时）。

## 行政
瓦尔杜瓦的邮政编码为90300，INSEE市镇编码为90099。

## 政治
瓦尔杜瓦所属的省级选区为瓦尔杜瓦县。

## 人口

1962-2008年间瓦尔杜瓦人口变化图示

瓦尔杜瓦于2022年1月1日时的人口数量为5193人。